# Valongo (Santos)
O  Valongo é um bairro da área central do município de Santos, onde se localiza a famosa estação inicial da Estrada de Ferro Santos-Jundiaí (hoje a Secretaria é de Cultura do Município), o Armazém n.º 2 (hoje abandonado) além de um movimentado terminal de contâineres.

## Degradação
Se antes o bairro era um dos mais imponentes e aristocráticos da cidade baseados na economia do café, o Valongo tem sido uma das regiões mais degradadas da cidade de Santos, abrigando inúmeras oficinas para caminhões, ferro-velhos, cortiços, além de casarões, armazéns e estabelecimentos antigos abandonados ou em situação precária. Outro fator que provoca a degeneração do bairro é o intenso tráfego de caminhões, provenientes da Via Anchieta, principal acesso à cidade e ao porto.

## Revitalização
Por volta de 2010, após conseguir recuperar e revitalizar o Centro de Santos, a Prefeitura Municipal anunciou maiores investimentos também para uma completa recuperação do bairro do Valongo, dentro de seu projeto Alegra Centro.
Em 2014, está previsto o funcionamento da Unidade de Operação, Exploração e Produção de Petróleo na Bacia de Santos pela Petrobrás, nas proximidades entre a Estação do Trem e do Santuário do Valongo, bem como serviços prestados em complexo comercial e hoteleiro que deverão contribuir para a revitalização da área.